# Wood Island (Metro de Boston)
Wood Island es una estación en la línea Azul del Metro de Boston. La estación se encuentra localizada en 430 Bennington St en East Boston, Massachusetts. La estación Wood Island fue inaugurada el 5 de enero de 1952. La Autoridad de Transporte de la Bahía de Massachusetts es la encargada por el mantenimiento y administración de la estación. 

## Descripción
La estación Wood Island cuenta con 2 plataformas laterales y 2 vías. 

## Conexiones
La estación es abastecida por las siguientes conexiones: 
- Ruta 112: Wellington Station & línea Naranja - Wood Island Station vía Central Avenue
- Ruta 120 Orient Heights Station - Maverick Station vía Bennington Street
- Ruta 121: Maverick Station vía Lexington Street y Eagle Square